# Liste der Gemeinden in der Woiwodschaft Ermland-Masuren
Diese Liste führt alle Gemeinden in der Woiwodschaft Ermland-Masuren in Polen auf. Die Woiwodschaft Ermland-Masuren hat 16 Stadtgemeinden (polnisch gmina miejska), von denen Olsztyn (Allenstein) und Elbląg (Elbing) als größte Städte die Rechte eines Powiats haben (miasto na prawach powiatu), das heißt „kreisfrei“ sind. Daneben gibt es 33 Stadt-und-Land-Gemeinden (gmina miejsko-wiejska), deren Hauptort die Stadtrechte hat und 69 Landgemeinden (gmina wiejska).
[K] kennzeichnet die Kreisstädte, den Sitz der Verwaltung der Powiate.

## Kreisfreie Städte
1. Elbląg[K] (Elbing) – 118.582, Einwohner
2. Olsztyn[K] (Allenstein) – 171.249, Einwohner

Die beiden Städte sind jeweils Kreisstädte der Powiate Elbląski und Olsztyński, gehören diesen jedoch nicht an.

## Stadtgemeinden
1. Bartoszyce[K] (Bartenstein) – 22.984 Einwohner, Powiat Bartoszycki
2. Braniewo[K] (Braunsberg) – 16.974, Powiat Braniewski
3. Działdowo[K] (Soldau) – 21.145, Powiat Działdowski
4. Ełk[K] (Lyck) – 61.903, Powiat Ełcki
5. Giżycko[K] (Lötzen) – 28.964, Powiat Giżycki
6. Górowo Iławeckie (Landsberg in Ostpreußen) – 3887, Powiat Bartoszycki
7. Iława[K] (Deutsch Eylau) – 33.206, Powiat Iławski
8. Kętrzyn[K] (Rastenburg) – 26.788, Powiat Kętrzyński
9. Lidzbark Warmiński[K] (Heilsberg) – 15.489, Powiat Lidzbarski
10. Lubawa (Löbau) – 10.374, Powiat Iławski
11. Mrągowo[K] (Sensburg) – 21.302, Powiat Mrągowski
12. Nowe Miasto Lubawskie[K] (Neumark) – 10.709, Powiat Nowomiejski
13. Ostróda[K] (Osterode in Ostpr.) – 32.714, Powiat Ostródzki
14. Szczytno[K] (Ortelsburg) – 22.813, Powiat Szczycieński

Einwohnerzahlen vom 31. Dezember 2020

## Stadt-und-Land-Gemeinden
1. Barczewo (Wartenburg) – 18.142 Einwohner, Powiat Olsztyński
2. Biała Piska (Bialla) – 11.534, Powiat Piski
3. Biskupiec (Bischofsburg) – 18.913, Powiat Olsztyński
4. Bisztynek (Bischofstein) – 6198, Powiat Bartoszycki
5. Dobre Miasto (Guttstadt) – 15.723, Powiat Olsztyński
6. Frombork (Frauenburg) – 3515, Powiat Braniewski
7. Gołdap (Goldap) – 20.018, Powiat Gołdapski
8. Jeziorany (Seeburg) – 7601, Powiat Olsztyński
9. Kisielice (Freystadt) – 5941, Powiat Iławski
10. Korsze (Korschen) – 9540, Powiat Kętrzyński
11. Lidzbark (Lautenburg) – 13.923, Powiat Działdowski
12. Mikołajki (Nikolaiken) – 8079, Powiat Mrągowski
13. Miłakowo (Liebstadt) – 5372, Powiat Ostródzki
14. Miłomłyn (Liebemühl) – 4886, Powiat Ostródzki
15. Młynary (Mühlhausen in Ostpreußen) – 4411, Powiat Elbląski
16. Morąg (Mohrungen) – 23.973, Powiat Ostródzki
17. Nidzica[K] (Neidenburg) – 20.888, Powiat Nidzicki
18. Olecko (Oletzko/Treuburg) – 21.957, Powiat Olecki
19. Olsztynek (Hohenstein) – 13.630, Powiat Olsztyński
20. Orneta (Wormditt) – 11.816, Powiat Lidzbarski
21. Orzysz (Arys) – 8830, Powiat Piski
22. Pasłęk (Preußisch Holland) – 19.205, Powiat Elbląski
23. Pasym (Passenheim) – 5294, Powiat Szczycieński
24. Pieniężno (Mehlsack) – 6111, Powiat Braniewski
25. Pisz[K] (Johannisburg) – 27.517, Powiat Piski
26. Reszel (Rößel) – 7464, Powiat Kętrzyński
27. Ruciane-Nida (Rudczanny und Nieden) – 7952, Powiat Piski
28. Sępopol (Schippenbeil) – 6080, Powiat Bartoszycki
29. Susz (Rosenberg) – 12.634, Powiat Iławski
30. Tolkmicko (Tolkemit) – 6528, Powiat Elbląski
31. Wielbark (Willenberg) – 5723, Powiat Szczycieński
32. Węgorzewo[K] (Angerburg) – 16.443, Powiat Węgorzewski
33. Zalewo (Saalfeld) – 6699, Powiat Iławski

Einwohnerzahlen vom 31. Dezember 2020

## Landgemeinden
1. Augustów – 6742 Einwohner, Powiat Augustowski
2. Bakałarzewo – 3091, Powiat Suwalski
3. Banie Mazurskie (Benkheim) – 3614, Powiat Gołdapski
4. Barciany (Barten) – 6030, Powiat Kętrzyński
5. Gmina Bartoszyce – 10.630, Powiat Bartoszycki
6. Biskupiec (Bischofswerder) – 9319, Powiat Nowomiejski
7. Braniewo, (Braunsberg) – 6013, Powiat Braniewski
8. Budry (Buddern) – 2760, Powiat Węgorzewski
9. Dąbrówno (Gilgenburg) – 4235, Powiat Ostródzki
10. Dubeninki (Dubeningken) – 2857, Powiat Gołdapski
11. Dywity (Diwitten) – 12.274, Powiat Olsztyński
12. Działdowo – 9831, Powiat Działdowski
13. Dźwierzuty (Mensguth) – 6463, Powiat Szczycieński
14. Elbląg (Elbing) – 7593, Powiat Elbląski
15. Ełk – 11.910, Powiat Ełcki
16. Gietrzwałd (Dietrichswalde) – 6743, Powiat Olsztyński
17. Giżycko – 8629, Powiat Giżycki
18. Godkowo (Göttchendorf) – 2977, Powiat Elbląski
19. Gmina Górowo Iławeckie – 6783, Powiat Bartoszycki
20. Grodziczno (Grodziczno) – 6247, Powiat Nowomiejski
21. Gronowo Elbląskie (Grunau) – 5115, Powiat Elbląski
22. Grunwald (Grünfelde) – 5566, Powiat Ostródzki
23. Iława – 13.073, Powiat Iławski
24. Iłowo-Osada (Illowo) – 7169, Powiat Działdowski
25. Janowiec Kościelny – 3193, Powiat Nidzicki
26. Janowo – 2633, Powiat Nidzicki
27. Jedwabno (Jedwabno) – 3611, Powiat Szczycieński
28. Jonkowo (Jonkendorf) – 7495, Powiat Olsztyński
29. Kalinowo (Kallinowen) – 6670, Powiat Ełcki
30. Kętrzyn – 8227, Powiat Kętrzyński
31. Kiwity (Kiwitten) – 3252, Powiat Lidzbarski
32. Kolno (Groß Köllen) – 3085, Powiat Olsztyński
33. Kowale Oleckie (Kowahlen) – 4933, Powiat Olecki
34. Kozłowo (Koslau) – 5924, Powiat Nidzicki
35. Kruklanki (Kruglanken) – 3115, Powiat Giżycki
36. Kurzętnik (Kauernik) – 9135, Powiat Nowomiejski
37. Lelkowo (Lichtenfeld) – 2763, Powiat Braniewski
38. Landgemeinde Lidzbark Warmiński – 6729, Powiat Lidzbarski
39. Lubawa – 10.717, Powiat Iławski
40. Lubomino (Arnsdorf) – 3566, Powiat Lidzbarski
41. Łukta (Locken) – 4434, Powiat Ostródzki
42. Małdyty (Maldeuten) – 6218, Powiat Ostródzki
43. Markusy (Markushof) – 4021, Powiat Elbląski
44. Milejewo (Trunz) – 3409, Powiat Elbląski
45. Miłki (Milken) – 3703, Powiat Giżycki
46. Mrągowo (Sensburg) – 8023, Powiat Mrągowski
47. Nowe Miasto Lubawskie (Neumark in Westpreußen) – 8311, Powiat Nowomiejski
48. Ostróda – 16.094, Powiat Ostródzki
49. Piecki (Peitschendorf) – 7555, Powiat Mrągowski
50. Płoskinia (Plaßwich) – 2465, Powiat Braniewski
51. Płośnica (Heinrichsdorf) – 5540, Powiat Działdowski
52. Pozezdrze (Possessern) – 3241, Powiat Węgorzewski
53. Prostki (Prostken) – 7215, Powiat Ełcki
54. Purda (Groß Purden) – 8743, Powiat Olsztyński
55. Rozogi (Friedrichshof) – 5497, Powiat Szczycieński
56. Rybno (Ribno) –  7160, Powiat Działdowski
57. Rychliki (Reichenbach) – 3727, Powiat Elbląski
58. Ryn (Rhein) – 5640, Powiat Giżycki
59. Sorkwity (Sorquitten) – 4480, Powiat Mrągowski
60. Srokowo (Drengfurth) – 3723, Powiat Kętrzyński
61. Stare Juchy (Alt Jucha) – 3697, Powiat Ełcki
62. Stawiguda (Stabigotten) – 11.204, Powiat Olsztyński
63. Świątki (Heiligenthal) – 3991, Powiat Olsztyński
64. Świętajno (Schwentainen) – 3906, Powiat Olecki
65. Świętajno (Schwentainen) – 5723, Powiat Szczycieński
66. Szczytno (Ortelsburg) – 13.232, Powiat Szczycieński
67. Wieliczki (Wielitzken) – 3197, Powiat Olecki
68. Wilczęta (Deutschendorf) – 2935, Powiat Braniewski
69. Wydminy (Widminnen) – 6176, Powiat Giżycki

Einwohnerzahlen vom 31. Dezember 2020